# Al-Fajr
Al-Fajr (L'Alba) è l'ottantanovesima Sura del Corano, una sura mecccana composta da 30 versetti. Questa sura tratta principalmente delle civiltà passate e delle loro conseguenze, sottolineando l'importanza della fede, della giustizia e della gratitudine. Dopo questa sura - la decima ricevuta - le rivelazioni di Allah a Maometto subirono un'interruzione e ripresero tempo dopo con la sura XCIII.

## Contenuto

### Giuramento Divino
Versetti 1-4: La sura si apre con un giuramento divino sull'alba e sulle dieci notti, simboli di pace e sicurezza.

### La Caduta delle Civiltà Passate
Versetti 5-14: Viene narrata la storia delle civiltà passate, come i Banu 'Ad, la città di Iram delle Colonne e il popolo dei Thamudeni che hanno trasgredito contro Dio e sono stati puniti con la distruzione.

### L'Invito alla Riflessione
Versetti 15-20: Gli ascoltatori sono invitati a riflettere sulla caduta delle civiltà passate e sulle loro conseguenze, e a imparare dalla storia per evitare di commettere gli stessi errori.

### La Responsabilità Individuale
Versetti 21-30: Viene sottolineata l'importanza della fede, della giustizia e della gratitudine, e la responsabilità individuale di fronte a Dio nel rispettare i suoi comandamenti e mantenere gli impegni presi.

## Analisi
La Sura Al-Fajr è importante perché tramite la storia delle civiltà passate, sottolinea l'importanza della fede, della giustizia e della gratitudine, invitando gli ascoltatori a riflettere sulla caduta delle civiltà e sulle loro conseguenze. Essa invita gli individui a imparare dagli errori del passato e a seguire una via di virtù e devozione a Dio. Inoltre, la sura sottolinea la responsabilità individuale di fronte a Dio nel rispettare i suoi comandamenti e mantenere gli impegni presi, incoraggiando gli ascoltatori a vivere una vita retta e virtuosa. La sura è quindi significativa per la sua testimonianza della grandezza divina e dell'importanza della moralità e della spiritualità nella vita umana.